# Cisma Nacional
Cisma Nacional (em grego:  Εθνικός Διχασμός, Ethnikos Dikhasmos, às vezes chamada de A Grande Divisão) refere-se a uma série de divergências entre o rei Constantino I e o primeiro-ministro Eleftherios Venizelos em relação à política externa da Grécia no período de 1910 a 1922, no qual o ponto crítico seria se a Grécia deveria entrar na Primeira Guerra Mundial. Venizelos era favorável aos Aliados e pretendia que a Grécia aderisse à guerra ao seu lado, enquanto que o rei era pró-Império Alemão e queria que a Grécia permanecesse neutra, o que favoreceria os planos do Potências Centrais.
A divergência tinha implicações mais amplas, uma vez que também afetaria o caráter e o papel do rei no Estado. A destituição de Venizelos pelo rei resultou em um racha profundamente pessoal entre os dois e, em eventos posteriores, seus adeptos se dividiriam em dois campos políticos radicalmente opostos o que afetaria a sociedade grega em geral.
Com as ações contrárias de Venizelos, permitindo o desembarque das forças aliadas em Salônica e a rendição incondicional de um forte militar na Macedônia às forças germano-búlgaras pelo rei, as divergências dos dois homens começariam a assumir a forma de uma guerra civil. Em agosto de 1916, os adeptos de Venizelos estabeleceram um governo provisório no norte da Grécia, com o apoio da Entente, com o objetivo de recuperar as regiões perdidas na Macedônia, efetivamente dividindo a Grécia em duas entidades. Após intensas negociações diplomáticas e um confronto armado em Atenas entre a Entente e as forças realistas (um incidente conhecido como Noemvriana) o rei abdicou em 11 de junho de 1917, e seu segundo filho Alexandre tomou o seu lugar.
Venizelos retornou a Atenas em 29 de maio de 1917 e a Grécia, agora unificada, juntou-se oficialmente na guerra ao lado dos Aliados, saindo vitoriosa e garantindo um novo território pelo Tratado de Sèvres. Os efeitos amargos desta divisão foram as principais características da vida política grega até os anos 1940, e contribuiu para a derrota da Grécia na Guerra Greco-Turca, no colapso da Segunda República Helênica e no estabelecimento do regime ditatorial de Metaxas.